# Paulo Henrique Rodrigues Cabral
Paulo Henrique Rodrigues Cabral, noto solo come Paulo Henrique (Fenais da Luz, 23 ottobre 1996), è un calciatore portoghese, difensore del Radomiak Radom.

## Carriera

### Club
Esordisce nella seconda divisione portoghese con il Santa Clara nel 2013-2014, giocando 28 partite in due stagioni. Si trasferisce quindi al Paços de Ferreira debuttando in massima serie nella stagione 2015-2016.

### Nazionale
Partecipa ai Giochi Olimpici 2016 in Brasile, giocando titolare la terza partita della fase a gironi contro l'Algeria (1-1).

## Palmarès
- Segunda Liga: 2

Paços Ferreira: 2018-2019
Santa Clara: 2023-2024